# Nikolaj Matveevič Čichačëv
Nikolaj Matveevič Čichačëv (in russo Николай Матвеевич Чихачёв?; Governatorato di Pskov, 29 aprile 1830 – Pietrogrado, 15 gennaio 1917) è stato un ammiraglio e statista russo.

## Biografia
Nacque il 29 (17) aprile del 1830 nel villaggio di Dobriviči, Novorževskij uezd, nel Governatorato di Pskov da un'antica famiglia nobile. Figlio del capitano di II classe Matvej Nikolaevič Čichačëv, proprietario terriero nel governatorato, ricevette la sua formazione, e si diplomò nel 1848, nel Corpo dei cadetti della Marina.
Fu ammiraglio della Marina imperiale russa, general-adjutant, statista, Capo dello Stato maggiore della Marina e direttore del Ministero della Marina imperiale (Морское министерство Российской империи).

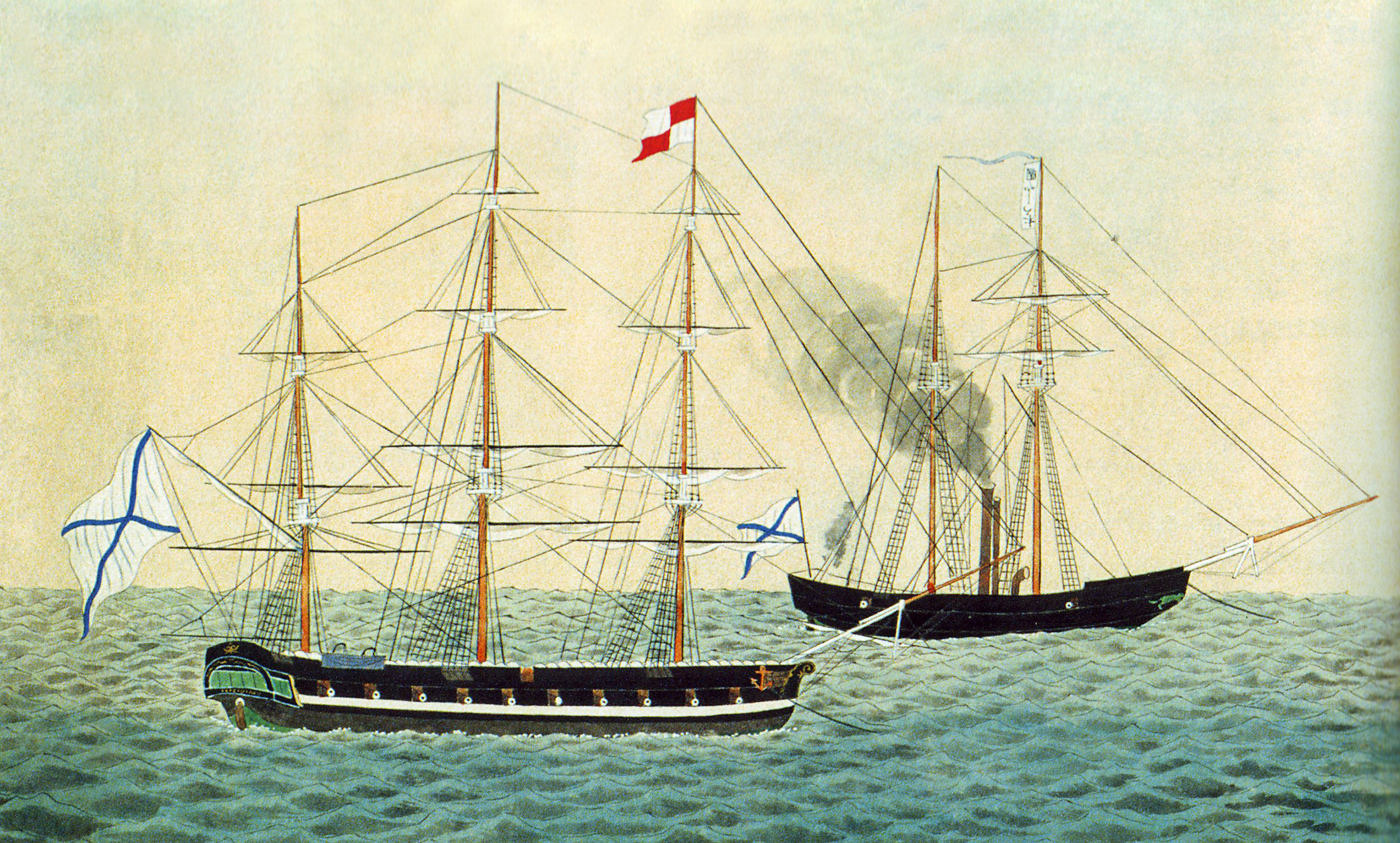
La corvetta Olivuca e la goletta Vostok

- 1848-1849 - Navigò in qualità di guardiamarina, nel mare del Nord, a bordo della corazzata Lefort e della fregata Cecera, poi con il grado di mičman sulla fregata Archimed;
- 1850-1851 - A bordo della corvetta Olivuca lasciò il porto di Kronstadt per una spedizione nel mare di Ochotsk;
- 1851-1853 - Fu uno dei membri dell'equipaggio della spedizione di Gennadij I. Nevel'skoj (1813-1876), durante la quale furono effettuati studi idrografici nella regione inferiore del fiume Amur e dell'Amgun', e fu inoltre compiuta una descrizione delle coste del golfo De-Kastri (ora golfo di Čichačëv);
- 1853 - Il 28 gennaio ricevette il grado di tenente di marina, il 22 aprile venne promosso capitano-tenente
- 1853-1854 - Come ufficiale prestò servizio sulla goletta Vostok. Partrcipò al rilevamento della costa dell'isola di Sachalin, alla ricerca di giacimenti di carbone e all'apertura dello stretto di Nevel'skoj;
- 1854 - Prestò servizio a bordo della corvetta Olivuca come ufficiale superiore;
- 1855 - In luglio, venne nominato comandante della corvetta Olivuca;
- 1856 - In dicembre, fu nominato capo di stato maggiore della flottiglia siberiana (Сибирская военная флотилия) che navigava sul fiume Amur;
- 1857 - Esercitò il comando a bordo della corvetta Amerika. Intraprese una spedizione in Cina. Partecipò alla redazione delle mappe delle baie di Vladimir e di Olga nello stretto dei Tartari;
- 1857 - Con il grado di capitano di 3ª classe, esercitò il comando a bordo delle navi da trasporto Irtyš e Dvina;
- 1858 - Il 2 giugno, fu promosso capitano di 2ª classe.
- 1859 - Fu comandante della corvetta Vol;
- 1860 - Esercitò il comando a bordo della fregata a vapore Svetlana, fu anche aiutante di campo del granduca Konstantin Nikolaevič Romanov;
- 1862-1876 - Direttore della Società di Navigazione e Commercio (ROPiT);
- 1867 - Il 15 ottobre fu elevato al grado di contrammiraglio;
- 1877-1878 - Prese parte alla guerra russo-turca; in mare, partecipò alla difesa di Odessa;
- 1880 - Venne promosso vice-ammiraglio;
- 1884 - Dal 20 febbraio al 14 maggio, ebbe il comando delle forze navali della Russia imperiale (Главный морской штаб);
- 1885-1888 - Direttore ad interim del Ministero della Marina;
- 1892 - Salì al massimo grado di ammiraglio della Marina imperiale russa;
- 1893 - Venne nominato general-adjutant[3] di Sua Maestà Imperiale, l'imperatore Alessandro III;
- 1896 - Venne ammesso a far parte del Consiglio di Stato;
- 1900-1906 - Al Consiglio di Stato fu nominato presidente del Dipartimento dell'Industria, della Scienza e del Commercio;
- 1917 - Il 15 gennaio, Nikolaj Matveevič Čichačëv morì e fu sepolto nella sua tenuta situata nel villaggio di Dobriviči (Governatorato di Pskov).

## Onorificenze e luoghi dedicati
Oltre a varie decorazioni dalla Russia imperiale, ricevette l'Ordine nazionale della Legion d'Onore, riconoscimenti dalla Danimarca e dalla Prussia.
- Isola di Čichačëv, nella baia di Olga (mar del Giappone);
- Golfo di Čichačëv, nello stretto dei Tartari;
- Capo Čichačëv, nello stretto dei Tartari, a nord dell'omonimo golfo (51°47′09″N 141°10′45″E);
- Un'isola nello stretto di Corea.